# Kitadaitō-jima
Kitadaitō-jima (北大東島) est une des îles Daitō dans l'archipel Nansei, au Japon, en mer des Philippines. 
D'un point de vue administratif, elle fait partie du district de Shimajiri dans la préfecture d'Okinawa.
L'île a une superficie de 11,94 km2 et une population de 665 habitants en 2010, dans le village de Kitadaitō (北大東村, Kitadaito-son).

### Articles connexes

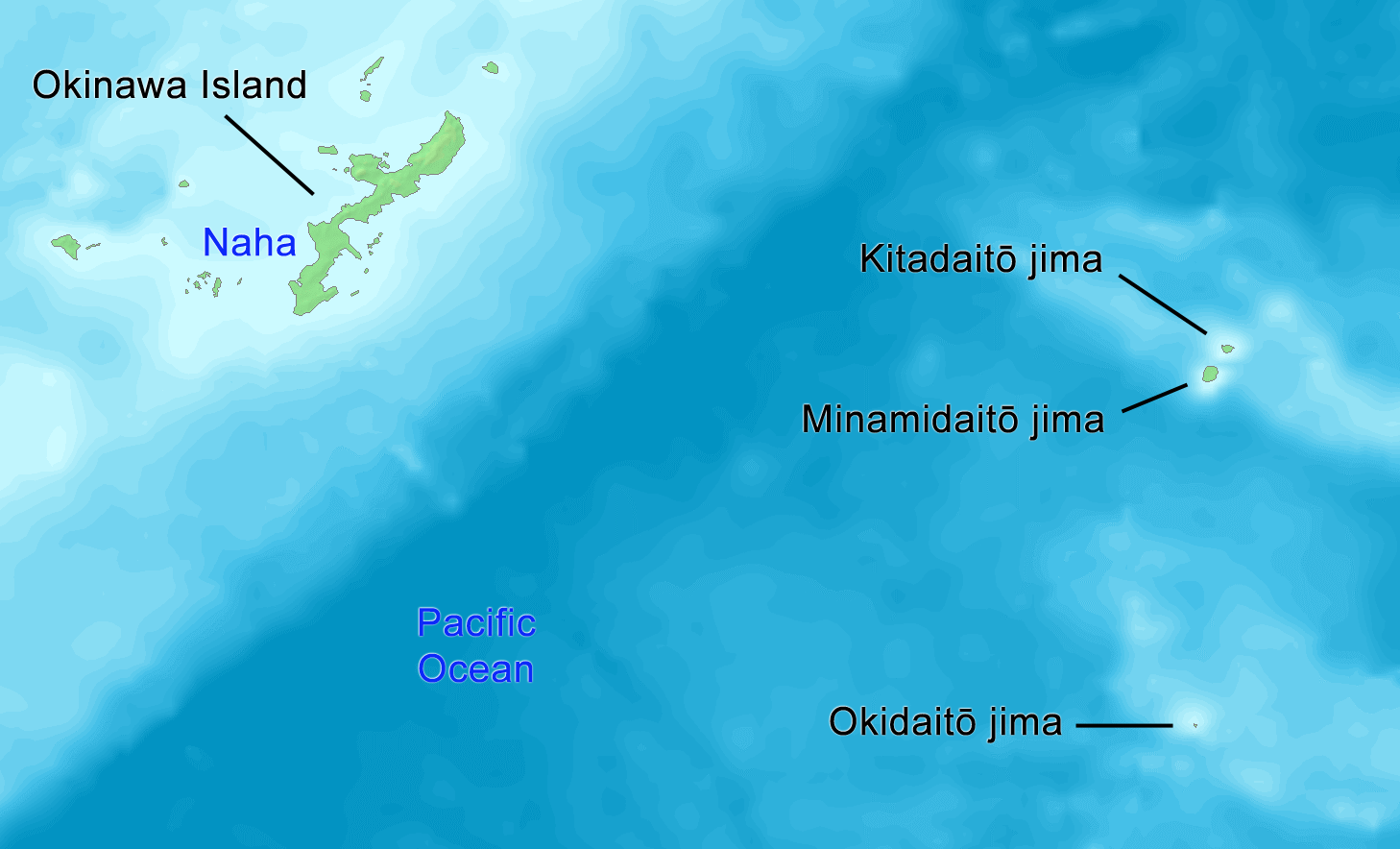
Situation de Kitadaitō.